# Vajkovce
Vajkovce (Hongaars: Tarcavajkóc) is een Slowaakse gemeente in de regio Košice, en maakt deel uit van het district Košice-okolie.
Vajkovce telt 561 inwoners.